# 短柄树萝卜
短柄树萝卜（学名：Agapetes brachypoda）为杜鹃花科树萝卜属下的一个种。

## 扩展阅读
- 維基物種上的相關：短柄树萝卜